# يوشيوكي أوكومورا
يوشيوكي أوكومورا (باليابانية: 奥村 慶之) (21 يناير 1993 في هيوغو في اليابان – )؛ هو لاعب كرة قدم ياباني سابق كان يلعب كمهاجم.

## وصلات خارجية
- يوشيوكي أوكومورا على موقع رابطة كرة القدم اليابانية للمحترفين (اليابانية)